# سیارک ۹۲۴۴
سیارک ۹۲۴۴ (به انگلیسی: 9244 Visnjan، نامگذاری:1998HV7) نه هزار و دویست و چهل و چهارمین سیارک کشف شده‌است که در ۲۱ آوریل ۱۹۹۸ کشف شد.
قدر مطلق سیارک برابر ۱۳٫۱۰ است.